# Megachile pascoensis
Megachile pascoensis är en biart som beskrevs av Mitchell 1934. Megachile pascoensis ingår i släktet tapetserarbin, och familjen buksamlarbin. Inga underarter finns listade i Catalogue of Life.